# بریکلیز (آرکانزاس)
بریکلیز (به انگلیسی: Brickeys) یک منطقهٔ مسکونی در ایالات متحده آمریکا است که در شهرستان لی، آرکانزاس واقع شده‌است. بریکلیز ۶۰٫۹۶ متر بالاتر از سطح دریا واقع شده‌است.